# Михаил Вешим
Михаил Георгиев Мишев, известен с псевдонима си Михаил Вешим, е български писател и сценарист.

## Биография
Роден е на 17 септември 1960 г. в София в семейството на писателя Георги Мишев. През 1982 г. завършва Софийския университет, специалност журналистика. От същата година работи във вестник „Стършел“, където от 2003 г. заема поста главен редактор.
Автор е на стотици разкази и фейлетони.
През 2009 г. е член на журито на литературната награда „Хеликон“.

## Признание и награди
През 2002 г. негови разкази са включени в „Антология на световния хумор“, публикувана във Виетнам, наред с разкази на Марк Твен и Уди Алън.
През 2008 г. Михаил Вешим, заедно със сатирика Васил Сотиров, получава Националната награда за цялостно творчество в областта на хумора и сатирата „Райко Алексиев“.
Романът му „Английският съсед“ е една от двете български книги (заедно с „Арката“ на Здравка Евтимова), номинирани за литературната награда на Европейския парламент. По романа е направен сценарият на едноименния филм с режисьор Дочо Боджаков.